# Адгезия клеток
Адгезия клеток — процесс, посредством которого клетки взаимодействуют и прикрепляются к соседним клеткам через специализированные молекулы клеточной поверхности. Этот процесс может происходить либо через прямой контакт между клеточными поверхностями, такими как клеточные соединения, либо через непрямое взаимодействие, когда клетки прикрепляются к окружающему внеклеточному матриксу, гелеобразной структуре, содержащей молекулы, высвобождаемые клетками в промежутки между ними. Агрегация клеток возникает в результате взаимодействия между молекулами клеточной агрегации, трансмембранными белками, расположенными на поверхности клетки. Клеточная агрегация по-разному связывает клетки и может участвовать в передаче сигнала для клеток, чтобы обнаруживать и реагировать на изменения в окружающей среде. Другие клеточные процессы, регулируемые клеточной агрегацией, включают миграцию клеток и развитие тканей в многоклеточных организмах. Изменения в клеточной агрегации могут нарушить важные клеточные процессы и привести к различным заболеваниям, включая рак и артрит. Агрегация клеток также важна для инфекционных организмов, таких как бактерии или вирусы, которые вызывают заболевания.